# José António Ferreira de Lima
José António Ferreira de Lima, ComNSC, (Bragança, 12 de janeiro de 1804 - Santa Isabel (Lisboa), 23 de setembro de 1883), mais tarde Visconde de Ferreira de Lima, foi um juiz e jurisconsulto português.

## Biografia
Natural de Bragança, era filho de Francisco José Ferreira de Lima e de sua mulher Rosa Joaquina de Castro.
Bacharel formado em Direito pela Faculdade de Direito da Universidade de Coimbra, foi Juiz Desembargador e Presidente do Tribunal da Relação de Lisboa  e Juiz Conselheiro do Supremo Tribunal de Justiça. Foi membro da Comissão que elaborou o Código Penal Português de 1861 e das comissões revisoras dos projectos do Código de Processo Civil Português e do Código Civil Português de 1867.
Foi 1.º Visconde de Ferreira de Lima, por título concedido em uma vida por Sua Majestade Fidelíssima o Rei D. Luís I, por Decreto de 15 de janeiro de 1880.
Foi do Conselheiro de Sua Majestade Fidelíssima em 1862, Fidalgo Cavaleiro da Casa Real por Alvará de 19 de fevereiro de 1866, Comendador da Real Ordem Militar de Nossa Senhora da Conceição de Vila Viçosa, Ilustríssimo Senhor Comendador da Real Ordem de Isabel a Católica de Espanha e Oficial da Ordem da Coroa de Itália de Itália. 
Em Lisboa residia desde 1870 na freguesia de Santa Isabel, no Palacete do Visconde Ferreira de Lima, onde faleceu aos 79 anos. Encontra-se sepultado no Cemitério dos Prazeres, em jazigo. 
A sua esposa voltou a casar em 1887 com Álvaro Frederico Martins, e em 1904 com António Jacinto Ribeiro da Silva Torres (falecido a 25 de abril de 1909 em Santa Isabel).

## Família
Casou em 2 de Setembro de 1857 na Igreja de Nossa Senhora do Amparo de Benfica, com Amélia Augusta de Campos (Socorro, 5 de janeiro de 1841 - ?), residente no Monte Cuche em Benfica, filha natural do seu cunhado, Manuel de Campos Pereira, proprietário capitalista e grande negociante da cidade de Lisboa, passando a residir na freguesia de Santa Justa, na Rua Nova do Amparo, tendo treze filhos e filhas: 
- Manuel de Campos Ferreira de Lima (Santa Justa (Lisboa), 19 de fevereiro de 1859 - Santa Justa (Lisboa), 29 de dezembro de 1860)
- Francisco de Campos Ferreira de Lima (Santa Justa (Lisboa), 26 de setembro de 1860 - 2 de junho de 1946), que sucedeu no título o filho primogénito dos 1.°s Viscondes, casado com D. Júlia Barbosa Gomes de Amorim[1][2]
- Manuel de Campos Ferreira de Lima (Santa Justa (Lisboa), 25 de outubro de 1862 - 13 de novembro de 1944), casado com Francisca Amélia do Couto Valente da Ponte e Horta, parente do 1.° Conde de Almarjão
- Maria Fortunata de Campos Ferreira de Lima (Santa Justa (Lisboa), 9 de julho de 1864 - ?), casada com Alfredo Augusto de Vasconcelos
- Henrique de Campos Ferreira de Lima (Santa Justa (Lisboa), 10 de novembro de 1865 - ?), morreu na infância
- Amélia de Campos Ferreira de Lima (Santa Justa (Lisboa), 20 de agosto de 1867 - ?), casada com João de Oliveira de Sá Camelo Lampreia
- Júlia de Campos Ferreira Lima (Santa Justa (Lisboa), 16 de fevereiro de 1869 - ?), casada com Eugénio de Oliveira Soares de Andrea e com Abel de Barros de Andrade;
- José de Campos Ferreira de Lima (Santa Isabel (Lisboa), 23 de fevereiro de 1871 - Monte Estoril (Cascais), 23 de agosto de 1928), casado com Maria José Guedes Leite e com Ester Clementina de Barros da Costa
- João de Campos Ferreira de Lima (Santa Isabel (Lisboa), 15 de setembro de 1872 - Santa Isabel (Lisboa), 20 de fevereiro de 1933), casado com D. Maria Etelvina da Ponte e Horta Galvão, parente do 1.° Conde de Almarjão
- Maria Leopoldina de Campos Ferreira de Lima (Santa Isabel (Lisboa), 4 de agosto de 1875 - 1949), casada com Francisco Xavier Correia Mendes
- Rufina Eduarda de Campos Ferreira de Lima (Santa Isabel (Lisboa), 18 de novembro de 1876 - Santa Isabel (Lisboa), 3 de abril de 1893), solteira e sem geração
- António Xavier de Campos Ferreira de Lima (Santa Isabel (Lisboa), 27 de abril de 1878 - ?), solteiro e sem geração
- Henrique de Campos Ferreira de Lima (Santa Isabel (Lisboa), 13 de dezembro de 1882 - 1949), casado com Cora Edmée Gomes da Silva, natural de Luanda.